# Estación Cañada Honda
Cañada Honda es una estación ferroviaria ubicada en la ciudad del mismo nombre, Departamento Sarmiento, Provincia de San Juan, República Argentina.

## Servicios
Actualmente, presta servicios de la empresa de cargas Trenes Argentinos Cargas. 

## Historia
En el año 1885 fue inaugurada la Estación, por parte del Ferrocarril Buenos Aires al Pacífico, en el ramal de Mendoza hasta la estación San Juan. Hacia el Norte, se desprende un ramal a Albardón.